# Чернякув (Лодзинське воєводство)
Чернякув (пол. Czerniaków) — село в Польщі, у гміні Ґощанув Серадзького повіту Лодзинського воєводства.
Населення — 76 осіб (2011).
У 1975-1998 роках село належало до Серадзького воєводства.

## Демографія
Демографічна структура станом на 31 березня 2011 року:
|          | Загалом | Допрацездатний вік | Працездатний вік | Постпрацездатний вік |
| -------- | ------- | ------------------ | ---------------- | -------------------- |
| Чоловіки | 32      | 3                  | 21               | 8                    |
| Жінки    | 44      | 8                  | 21               | 15                   |
| Разом    | 76      | 11                 | 42               | 23                   |